# Leszek Pękalski

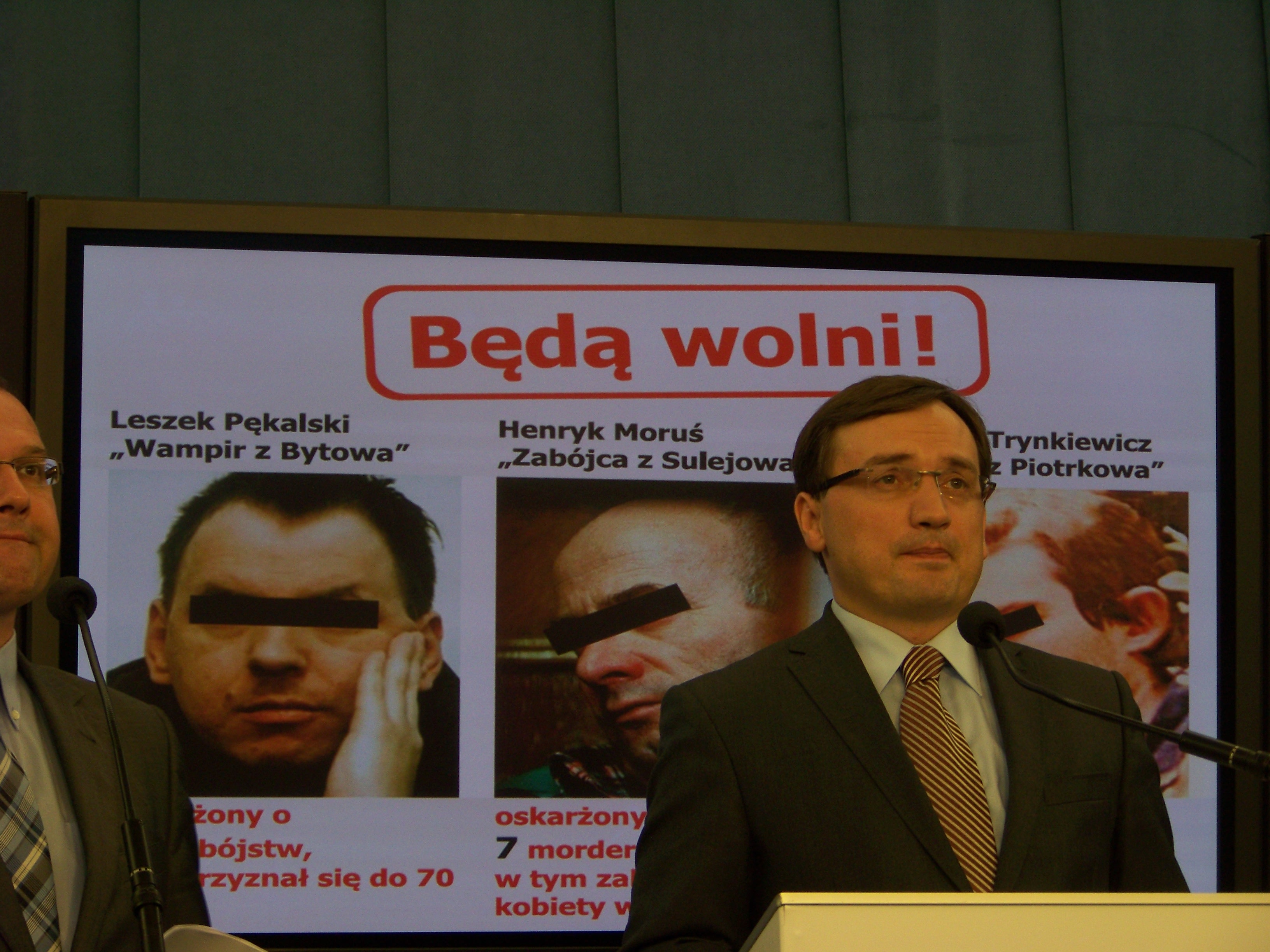
Leszek Pękalski (achtergrond, links)

Leszek Jacek Pękalski (Osieki, 12 februari 1966) is een vermeende Poolse seriemoordenaar en necrofiel die bekendstaat als de Vampier van Bytów. Hij werd in 2007 veroordeeld voor één moord vanwege een gebrek aan bewijs voor de andere aanklachten en procedurefouten, maar wordt verdacht van minimaal zeventien moorden tussen 1984 en 1992.
Pękalski heeft zelf verklaard veertig tot tachtig mensen te hebben vermoord tijdens zwerftochten als dakloze langs onder meer de Oostzee, Gdańsk en Neder-Silezië. Later trok hij die bekentenissen weer in en beweerde die onder dwang te hebben gedaan.
Pękalski zou het vooral op jonge meisjes hebben voorzien, maar de dood van een 87-jarige man en een zes maanden oude baby worden ook met Pękalski in verband gebracht. Pękalski zou mensen met een stomp voorwerp hebben gedood en onherkenbaar toegetakeld, voor hij zich seksueel vergreep aan de lijken, soms dagenlang. Op 19 december 1996 werd hij in Słupsk veroordeeld tot 25 jaar opsluiting in een psychiatrische kliniek voor de moord die wel bewezen werd. Een psychiater heeft verklaard dat Pękalski een abnormale drang naar seks heeft.

## Boek
Schrijver Jaques Buval schreef een boek over Pękalski, genaamd Nur für Schokolade ('Alleen voor chocolade'). De titel is afgeleid van de bewering dat Pękalski bereid was om moorden te bekennen in ruil voor chocolade en pornobladen.